# Setaria alonsoi
Setaria alonsoi là một loài thực vật có hoa trong họ Hòa thảo. Loài này được Pensiero & A.M.Anton miêu tả khoa học đầu tiên năm 1994.